# Гермій Александрійський
Гермій Александрійський (дав.-гр. Ἡρμεῖας ὁ Ἀλεξάνδρεῖος ; 410—450) — античний філософ-неоплатонік, представник Александрійської школи неоплатонізму, учень Сіріана Александрійського.

## Родина
Був одружений з родичкою Сіріана Едесією, від якої мав синів Аммонія і Геліодора.

## Філософська спадщина
Вчення Гермія представлено в єдиному збереженому коментарі до «Федра» Платона (коментар являє собою перероблену запис лекцій Сіріана). Вчення про першу неоплатонічну іпостась, Єдине у Гермія представлено слабо, проте є добре розроблене вчення про сходження до першоєдністі. У своєму розуміння другої неоплатонічної іпостасі, Нуса, Гермій розробляє потрійний ноуменальний поділ: розум предметний, розум розумово-діяльний, розум деміургічний (надсвітовий).
У Гермія, як і в афінських неоплатоників, також представлено вчення про ангелів, демонів і героїв. Як і у Прокла, душа у Гермія також має своє власне світлоносне тіло. У Гермія представлена концепція пневматичного тіла, відмінного і від фізичного тіла, і від світлового (ідеального) тіла душі.
Гермій — прихильник вчення про фантазії. Він розуміє під фантазією не звичайні пасивно—відображаючи процеси (як майже всюди в античності), але такий стан психіки, в якому мислиме і чуттєве злито в одне нероздільне ціле, і це ціле вже має самостійну активність.